# Hubert Rak
Hubert Rak (ur. 13 grudnia 1921 w Łagiewnikach (Bytom), zm. 5 grudnia 2012) – polski geodeta.

## Życiorys
Hubert Rak urodził się 25 listopada 1931 roku w Łagiewnikach ówczesnej dzielnicy Bytomia. W latach 1945–1950 uczył się w Gimnazjum, a potem Liceum Mierniczym w Katowicach. Liceum ukończył z dyplom technika mierniczego. Od 1952 do 1956 roku studiował na Politechnice Śląskiej uzyskując stopień inżyniera mierniczego. Dwa lata później rozpoczął studia na Akademii Górniczo-Hutniczej w Krakowie, a ukończył je w roku 1969 otrzymując dyplom magistra inżyniera geodety. Ponadto studiował handel zagraniczny na Uniwersytecie Śląskim w Katowicach (1985–1986) oraz rzeczoznawstwo majątkowe na Akademii Rolniczo-Technicznej w Olsztynie (1991).
Pracę zawodową rozpoczął w wieku 16 lat w Wojewódzkim Urzędzie Ziemskim w Katowicach, a później pracował w Zjednoczeniu Metali Nieżelaznych w Katowicach. Od 1950 do 1962 roku pracował w Katowickim Okręgowym Przedsiębiorstwie Mierniczym. W latach 1962–1973 pełnił funkcję dyrektora Wojewódzkiego Przedsiębiorstwa Geodezyjno-Kartograficznego w Katowicach, a od 1973 do 1991 roku dyrektora Okręgowego Przedsiębiorstwa Geodezyjno-Kartograficznego w Katowicach.
W roku 1950 wstąpił do Związku Mierniczych Rzeczypospolitej Polskiej (późniejsze Stowarzyszenie Geodetów Polskich (SGP)), gdzie był m.in. w latach 1956–1962 przewodniczącym Komisji Szkoleniowo-Odczytowej w Zarządzie Oddziału SGP w Katowicach, a następnie wiceprzewodniczącym tegoż Zarządu. Od 1973 do 1978 roku był członkiem Rady Programowej Przeglądu Geodezyjnego. Ponadto był działaczem Naczelnej Organizacji Technicznej (NOT) i Członkiem Honorowym Śląskiej Organizacji Technicznej.
Na arenie międzynarodowej Hubert Rak działał m.in. w Międzynarodowej Federacji Geodetów (FIG) – w latach 1978–1981 był wiceprezydentem Komisji 8 FIG „Podstawowe systemy miejskie. Budowa i rozwój miast”, a od 1981 do 1984 roku prezydentem tej Komisji. Brał udział w 9 Kongresach oraz 12 Posiedzeniach Komitetów Permanentnych FIG. Za zaangażowanie otrzymał Certificat de Appreciation na Kongresie FIG w Sofii (1983).
Hubert Rak zmarł 5 grudnia 2012 roku i został pochowany na cmentarzu w Katowicach.

## Odznaczenia
Hubert Rak został odznaczony m.in. Krzyżem Oficerskim i Kawalerskim Orderu Odrodzenia Polski. Ponadto został uhonorowany m.in.: diamentową i złotą Odznakę Honorową SGP, srebrną i złotą Odznaką Honorową NOT, srebrną Odznaką FIG.